# Time Will Fuse Its Worth
Time Will Fuse Its Worth ist das dritte Studioalbum der amerikanischen Sludge-Band Kylesa. Es ist das erste Album der Gruppe, auf dem gleichzeitig zwei Schlagzeuger zu hören sind.

## Entstehung
Mit dem Album setzte Kylesa die Idee um, nach dem Vorbild von Gruppen wie Grateful Dead, Butthole Surfers und Allman Brothers mit zwei Schlagzeugern zusammen aufzunehmen. Da die Musiker keine Erfahrungen damit hatten, gestalteten sich die Aufnahmen und der Mix schwierig, was zu Lasten der Hörbarkeit der zwei Schlagzeuger ging. Weiterhin musste Schlagzeuger Jeff Porter wegen eines Trauerfalls kurz vor den Aufnahmen in seine Heimatstadt Detroit zurückkehren und seine Schlagzeugspuren später einspielen. Aufgrund der damit verbundenen Probleme beim Endmix sollte das Album ursprünglich ein zweites Mal abgemischt werden. Die Studioaufnahmen fanden im Juni 2006 im Jam Room in Columbia statt, die Aufnahmen der zweiten Schlagzeugspuren im Fort Rocks, das Mastering erfolgte in den Visceral Sound Studios in Bethesda, Maryland.

## Titelliste
1. Intro – 0:34
2. What Becomes an End – 4:02
3. Hollow Severer – 4:12
4. Where the Horizon Unfolds – 4:53
5. Between Silence and Sound – 6:18
6. Intermission – 2:01
7. Identity Defined – 3:20
8. Ignoring Anger – 5:17
9. The Warning – 6:26
10. Outro – 2:23

## Kritiken
Wolfram Denzer vom Rock Hard hebt die Abwechslung zwischen schnellen und Doom-artigen Passagen hervor und sieht insbesondere Einflüsse aus dem Crust Punk. Er charakterisiert das Album als gewöhnungsbedürftig, dass einen jedoch „treffsicher mitreißen“ könne. Das Webzine The Metal Observer ordnet das Album stilistisch einer Mischung aus Sludge und Stoner Rock mit Einflüssen aus Punk und Avantgarde zu. Das Songwriting sei „unglaublich abwechslungsreich“ und die Platte ein guter Einstieg in das Genre des Sludge. Das Ox-Fanzine bezeichnet das Album als „böse, brachial und unglaublich druckvoll“ und lobt insbesondere die genretypisch „dreckig und räudig[e]“ Produktion, besondere Eigenständigkeit erziele das Album durch die Kombination aus Crust Punk mit Noise-Elementen. Stewart Mason von AllMusic schreibt, dass das Album zeige, das Kylesa gestärkt aus den problematischen ersten Jahren hervorgegangen sei. Es sei ihr erstmals gelungen, alle ihre Stärken zu vereinen. Mason bedauert allerdings, dass der Einsatz der zwei Schlagzeuger dem Sound der Band nichts neues hinzufügen könne, obwohl sich dadurch neue Impulse in der Rhythmusarbeit hätten ergeben können.